# Joseph-François Lafitau
Joseph-François Lafitau (Bordeus, 31 de maig de 1681 – Bordeus, 3 de juliol de 1746) va ser un missioner jesuïta i naturalista francès. Va usar el mètode comparatiu en l'antropologia científica i va descobrir el ginseng americà.

## Biografia
Va estudiar retòrica i filosofia a la ciutat de Pau, entre 1699 i 1701. L'abril de 1711, el seu Pare General Tamburini li concedí el permís de marxar com a missioner a la missió iroquesa del Canadà,
Lafitau és ben conegut pels seus importants descobriments de la societat iroquesa. Arribà a Quebec, el 1711, abans del Tractat d'Utrecht.

## Descobriment del Ginseng
El seu descobriment de ginseng (Panax quinquefolius), que els iroquesos utilitzaven com a planta medicinal, en boscos al voltant del riu Sant Llorenç, el van fer famós en les acadèmies europees. Va publicar una Mémoire...concernant la précieuse plante du gin-seng, el 1718.

## Altres obres
- Moeurs des Sauvages Amériquains, Comparées aux Moeurs des Premiers Temps (París, 1724)
- Histoire de Jean de Brienne, Roy de Jérusalem
- Histoire des découvertes et conquestes des Portugais dans le Nouveau Monde

## Iconografia

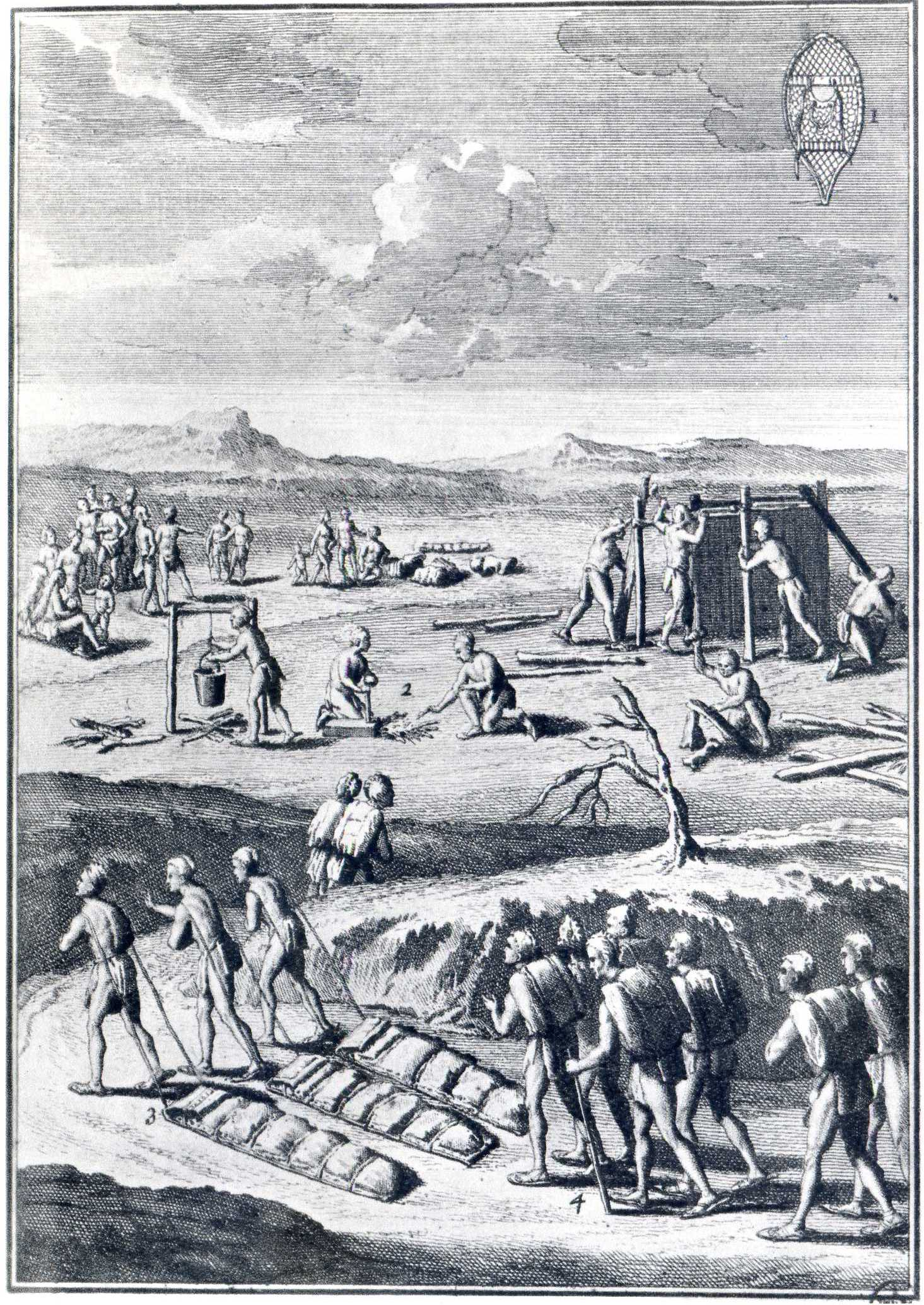
Vie quotidienne des Amérindiens en Nouvelle-France.
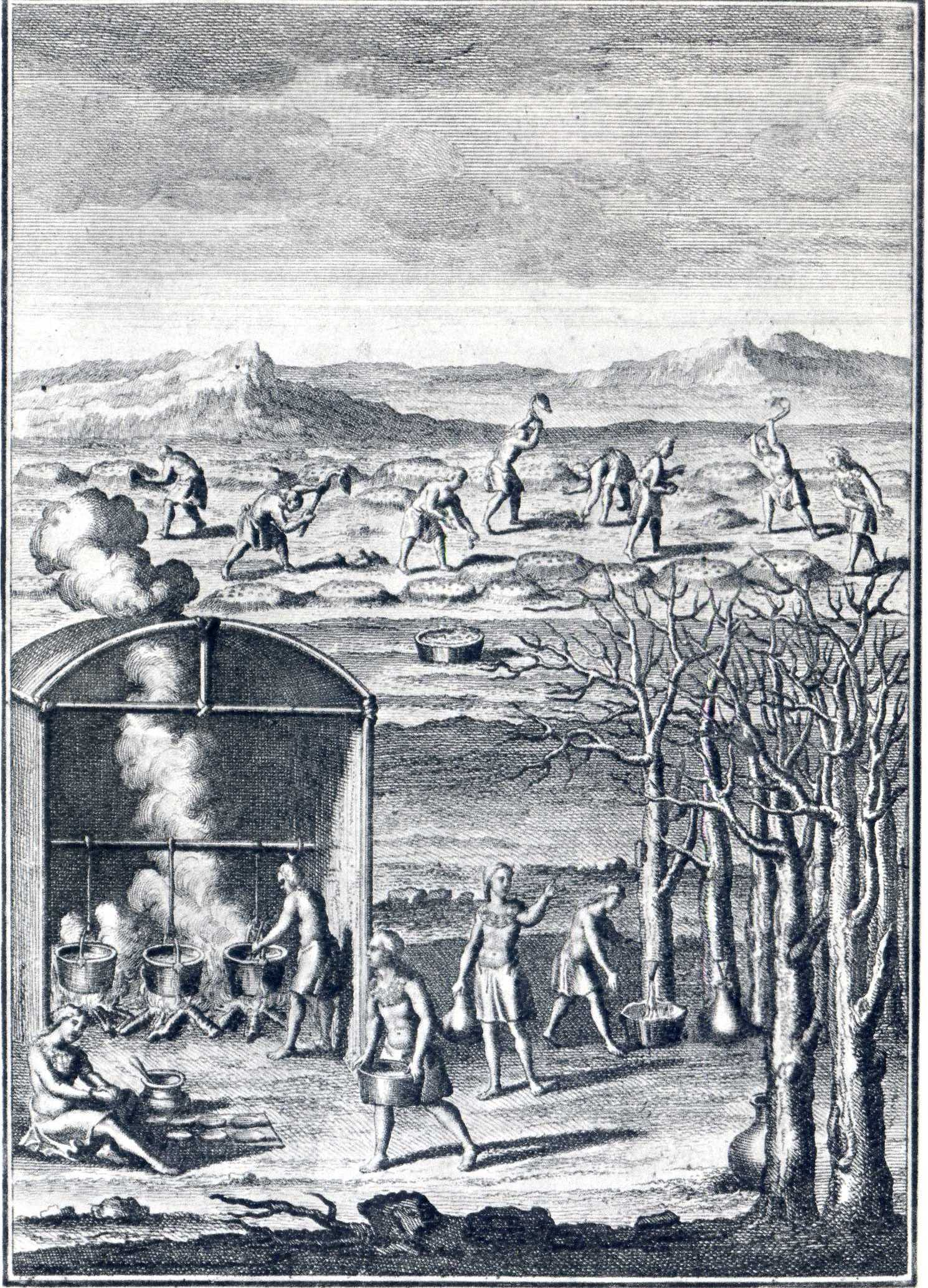
Fabricació de xarop d'auró a Nova França